# Mokryj Karamyk
Il Mokryj Karamyk (in russo Мокрый Карамык?), nel corso superiore Karamyk, è un fiume della Russia europea meridionale; è un affluente di sinistra della Kuma. Scorre nei rajon Andropovskij, Mineralovodskij, Aleksandrovskij e Georgievskij del Territorio di Stavropol'.
Il fiume scorre prevalentemente in direzione orientale e sfocia nella Kuma a 474 km dalla foce all'altezza della città di Zelenokumsk. Ha una lunghezza di 142 km, il suo bacino è di 1 960 km².